# Festival RTP da Canção 1982
O XIX Festival RTP da Canção 1982 foi o décimo-nono Festival RTP da Canção e teve lugar no dia 6 de Março de 1982 no Teatro Maria Matos, em Lisboa.
Os apresentadores foram Alice Cruz, Fialho Gouveia, Ivone Silva e Camilo de Oliveira.

## Festival
Em 1982 a RTP voltou a abriu concurso aos compositores portugueses para participarem no Festival da Canção.
Esta edição teve de enfrentar várias adversidades até poder ser realmente levada a cabo. A primeira barreira foi a própria RTP: a diretora de programas, Maria Elisa Domingues, confessou ao Correio da Manhã que era intenção do canal acabar com o Festival. “Pensámos realmente em desistir do Festival”, devido à forma como as canções eram votadas pelo júri nacional. No entanto, por uma questão de tradição, o FC iria continuar, ainda que com um grande corte no orçamento (daí o cenário ter sido tão simples). Depois, o Festival foi parar a tribunal. A Sociedade Portuguesa de Autores (SPA) apresentou uma queixa contra o júri de seleção e exigiu o cancelamento do Festival. Em causa estava o facto de os jurados terem escolhido 12 temas “em cerca de 700, no prazo de algumas horas”, como escreveu o Diário Popular. O Juízo Civil de Lisboa, depois de ouvir esses membros do júri e a direção da RTP, considerou ilegítima a petição da SPA. A decisão foi revelada a 24 horas da transmissão, já os ensaios decorriam a todo o vapor.
Por fim, a Federação das Telecomunicações ameaçou boicotar o evento, porque desconfiava de que os trabalhadores do canal não tinham boas condições de trabalho nem salários adequados. Tudo acabou bem e o Festival acabou por se realizar.
O júri de seleção apurou 12 canções que no dia 6 de Março desfilaram, no Teatro Maria Matos, perante a assitência desta sala de espetáculos e principalmente perante o grande público.
Os anfitriões da noite foram Alice Cruz e Fialho Gouveia, porém a anteceder cada canção foi passado um vídeo, gravado previamente, onde os personagens Agostinho e Agostinha, faziam a apresentação de cada canção. Camilo de Oliveira e Ivone Silva deram vida a estas figuras cómicas.
Na primeira parte estiveram as 12 canções a concurso, enquanto que na segunda parte, entre o desfile das 12 canções e a votação atuou o grupo inglês de bailado moderno intitulado por Wall Street Crash.
A escolha da canção vencedora foi da inteira responsabilidade do júri distrital que atribuiu a vitória ao tema "Bem Bom" da autoria de António Avelar de Pinho, Pedro Brito e Tozé Brito, com interpretação das Doce. Esta canção obteve 182 pontos, apenas mais 6 que a canção de Carlos Paião defendida por Cândida Branca Flor, "Trocas e Baldrocas". 
| #   | Artista             | Canção                              | Letra (l) / Música (m)                           | Pontuação | Classificação |
| --- | ------------------- | ----------------------------------- | ------------------------------------------------ | --------- | ------------- |
| 1º  | SARL                | "Quero ser feliz agora"             | Pedro Osório (m & l)                             | 4º        | 147           |
| 2º  | Dina                | "Em segredo"                        | Tozé Brito (m & l)                               | 8º        | 74            |
| 3º  | Fernanda            | "Vai mas vem"                       | Pedro Calvário (m), Mário Tavares (l)            | 10º       | 52            |
| 4º  | Alexandra           | "Até amanhecer"                     | Pedro Brito (m), Tozé Brito (l)                  | 3º        | 156           |
| 5º  | Isa                 | "Sonho a dois"                      | Luís Manuel Fernandes (m), Rui Eduardo Rocha (l) | 12º       | 27            |
| 6º  | Cândida Branca Flor | "Trocas e baldrocas"                | Carlos Paião (m & l)                             | 2º        | 176           |
| 7º  | Dina                | "Gosto do teu gosto"                | Ondina Veloso (m), António Pinho (l)             | 6º        | 125           |
| 8º  | Joana               | "Amor português"                    | Fernando Guerra (m & l)                          | 7º        | 77            |
| 9º  | Marco Paulo         | "É o fim do mundo"                  | Fernando Guerra e João Henrique (m & l)          | 11º       | 48            |
| 10º | Doce                | "Bem bom"                           | António Pinto, Pedro Brito e Tozé Brito (m & l)  | 1º        | 182           |
| 11º | Bric-à-brac         | "Tudo tim-tim por tim-tim"          | Manuel José Soares (m & l), Armindo Neves (m)    | 9º        | 73            |
| 12º | Broa de Mel         | "Banha da cobra estica e não dobra" | Manuel José Soares (m & l)                       | 5º        | 139           |